# ベティのシンデレラ
ベティのシンデレラ（原題: Poor Cinderella / Betty Boop in Poor Cinderella）は、1934年にアメリカで公開された映画。ベティ・ブープを主役にした作品。フライシャー・スタジオ制作。

## スタッフ
- 製作 - マックス・フライシャー
- 監督 - デイヴ・フライシャー
- 演出 - シーモア・ニーテル（クレジット無し）
- 原画 - シーモア・ニーテル、ローランド・クランドール、ウィリアム・ヘニング
- 背景 - アンダーソン・クレイグ（クレジット無し）
- 音楽スーパーバイザー - ルー・フライシャー（英語版）（クレジット無し）
- 音楽監督 - サミー・ティンバーグ（英語版）、フィル・スピターニ（全員クレジット無し）
- 音楽 - マーレイ・メンチャー、ジャック・スクール、チャールズ・トビアス
- 録音 - フィル・スピターニ
- 彩色プロセス - シネカラー（英語版）
- 録音プロセス - ウェスタン・エレクトリック
- 撮影プロセス ステレオプティカル・プロセス
- 制作 - フライシャー・スタジオ
- 配給 - パラマウント映画

## ストーリー
ある時、お城で舞踏会が開かれることになる。貧しくも心優しくロマンスを夢見る少女シンデレラは舞踏会に想いを馳せながら、舞踏会に向けてめかし込もうとする義姉達の為に働く。しかし結局シンデレラは舞踏会には行けず、義姉達を見送った後、彼女はひとり泣いてしまう。
そんなシンデレラのもとに、美しい妖精が現れる。妖精は涙するシンデレラを慰め、舞踏会に行く手助けをするので大きなカボチャ、6匹のネズミ、2匹のトカゲを用意するように言う。シンデレラが言われたとおりにすると、妖精はネズミが入れられていた檻をそっと開く。するとネズミは自由を喜んで歌いだし、それに釣られるようにしてトカゲとカボチャも踊りだして、彼らはそのまま屋敷を飛び出す。妖精はそんな彼らに魔法をかけ、カボチャを馬車に、ネズミを馬に、トカゲを御者に変え、そしてシンデレラには美しいドレスとガラスの靴を纏わせた。魔法に驚きながらも導かれるまま馬車に乗り込むシンデレラに、妖精は夜の12時までに帰るよう約束させた。
そうしてお城に着いたシンデレラは、その美しさですぐに王子の目に留まる。天使の導きもあって王子とダンスボールでロマンチックなひと時を過ごすシンデレラだったが、妖精との約束の時間である12時を知らせる鐘が鳴る。シンデレラは引き止める王子の手を振り払い慌てて城を去るが、ガラスの靴を片方落としてしまった。残されたガラスの靴を手にとった王子は参列者にガラスの靴の持ち主について尋ねるが、参列者らは答えられない。舌をなくしたように押し黙る参列者らに、王子はガラスの靴の持ち主を自らの妃にすると宣言する。
そうしてガラスの靴の持ち主捜しが始まり、シンデレラを含めたたくさんの娘たちがガラスの靴の前に集められる。娘たちは足が大きく、誰ひとりとして小さなガラスの靴を履くことが出来なかった。やがてシンデレラの番が訪れると、彼女の華奢な足はガラスの靴に見事収まり、シンデレラがガラスの靴の持ち主であると証明してみせる。
こうしてシンデレラと王子は結ばれ、2人は馬車の中で愛を歌う。それを見て悔しがり激しく口論を始める義姉達をよそに、物語はハッピーエンドで幕を下ろすのであった。